# Łajsy (Pieniężno)
Łajsy (deutsch Layß) ist ein Dorf in der polnischen Woiwodschaft Ermland-Masuren. Es gehört zur Stadt- und Landgemeinde Pieniężno (Mehlsack) im Powiat Braniewski (Kreis Braunsberg).

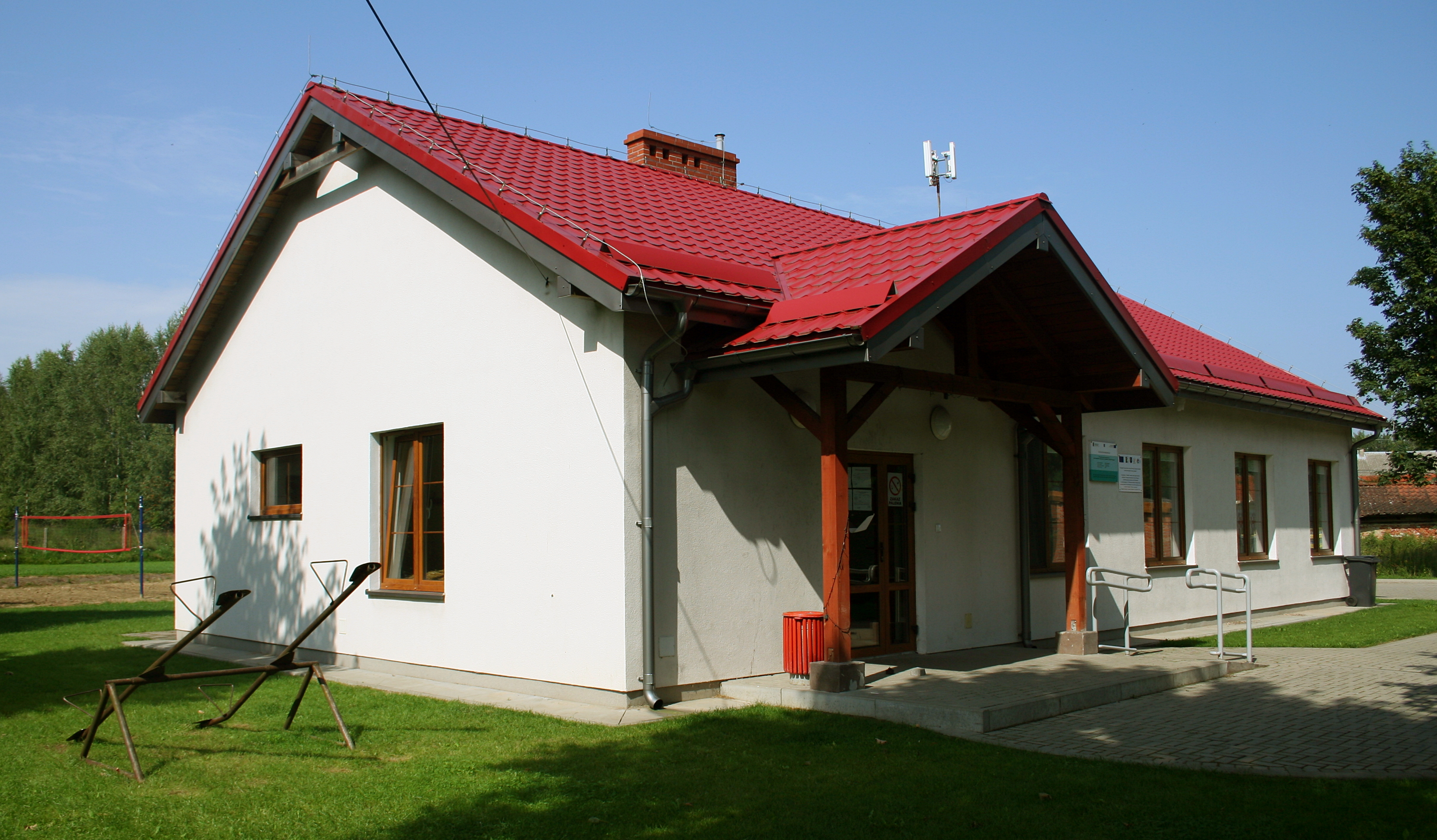
Dorfgemeinschaftshaus in Łajsy

## Geographische Lage
Łajsy liegt im Nordwesten der Woiwodschaft Ermland-Masuren, 26 Kilometer südöstlich der Kreisstadt Braniewo (deutsch Braunsberg). Durch das Dorf fließt die Wałsza (Walsch).
|  |

## Geschichte

### Ortsgeschichte
Gegründet wurde das seinerzeit Lagsa genannte alte Kirchdorf im Jahre 1304 und hieß nach dem 16. Jahrhundert Lächs, Legs und Lägs, um 1785 Laiß, nach 1785 Layss und nach 1871 Layß.
Am 18. Juni 1874 wurde die Landgemeinde Layß Amtsdorf und damit namensgebend für einen Amtsbezirk im ostpreußischen Kreis Braunsberg, Regierungsbezirk Königsberg.
1885 zählte Layß 520 Einwohner. Im Jahre 1910 waren es 518. Am 17. Oktober 1928 vergrößerte sich Layß um die Nachbarorte Perwilten (polnisch Perwiłty) und Peythunen (Pajtuny), die eingemeindet wurden.
Die Einwohnerzahlen von Layß beliefen sich im Jahre 1933 auf 576 und 1939 auf 500.
Als 1945 in Kriegsfolge das gesamte südliche Ostpreußen an Polen fiel, erhielt Layß die polnische Namensform „Łajsy“. Das Dorf ist heute eine Ortschaft mit Sitz eines Sołectwo (= „Schulzenamt“) innerhalb der Gmina Pieniężno (Stadt- und Landgemeinde Mehlsack) im Powiat Braniewski (Kreis Braunsberg), von 1975 bis 1998 der Woiwodschaft Elbląg, seither der Woiwodschaft Ermland-Masuren zugehörig. Im Jahre 2021 zählte Łajsy 193 Einwohner.

### Amtsbezirk Layß (1874–1945)
Zum Amtsbezirk Layß gehörten anfangs sechs, am Ende noch drei Dörfer:
| Deutscher Name | Polnischer Name | Anmerkungen                       |
| -------------- | --------------- | --------------------------------- |
| Layß           | Łajsy           |                                   |
| Lindmannsdorf  | Wola Lipecka    | 1928 nach Sonnwalde eingegliedert |
| Perwilten      | Perwilty        | 1928 nach Layß eingemeindet       |
| Peythunen      | Pajtuny         | 1928 nach Layß eingemeindet       |
| Rosengarth     | Różaniec        |                                   |
| Sonnwalde      | Radziejewo      |                                   |

## Religion

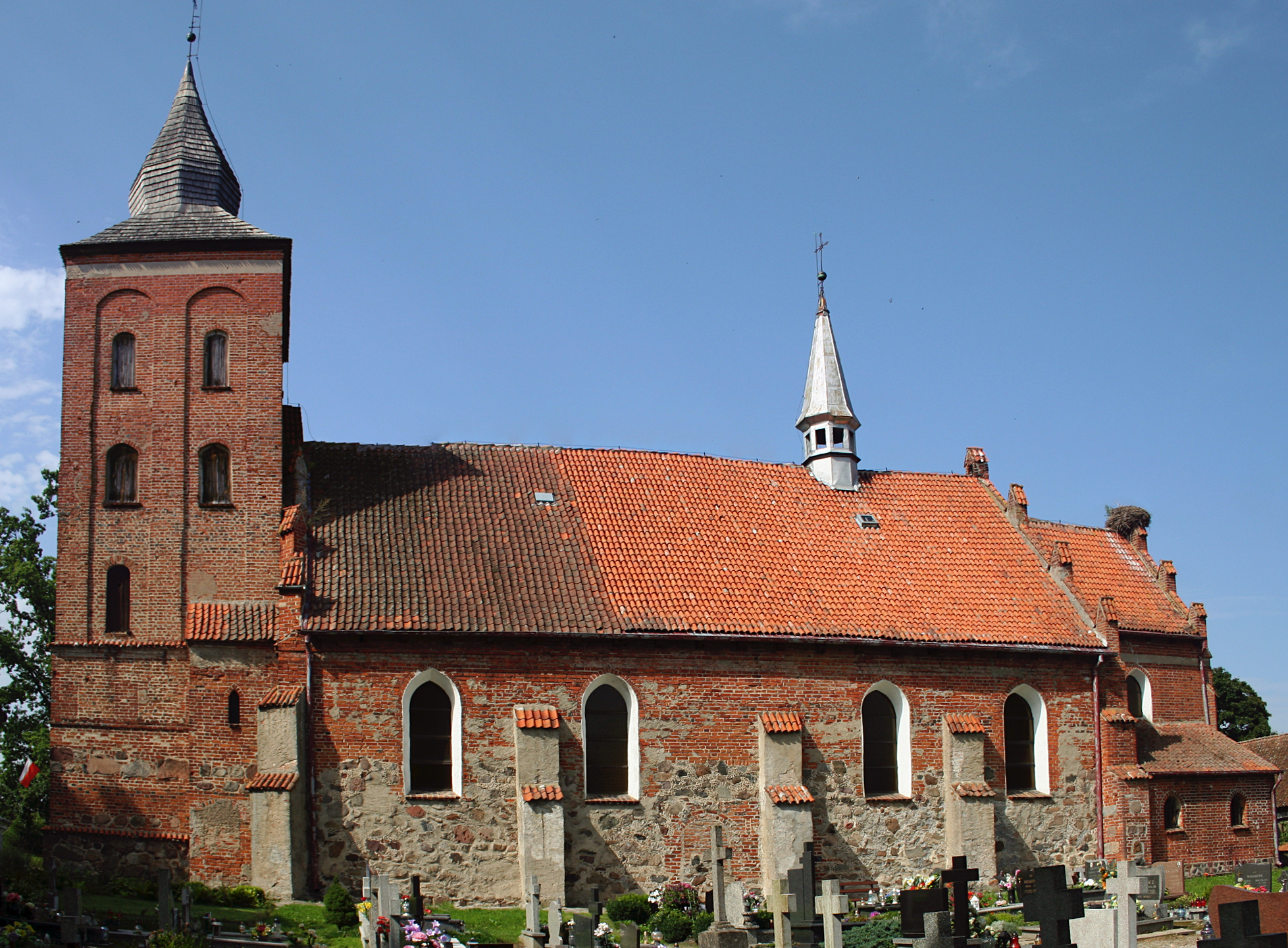
Die Dorfkirche in Łajsy

### Römisch-katholische Kirche
Łajsy ist ein altes Kirchdorf, bereits in der zweiten Hälfte des 14. Jahrhunderts stand hier eine Kirche, die trotz mancher baulicher Veränderungen noch heute erhalten und dem Hl. Nikolaus geweiht ist. Zur Pfarrei, die dem Dekanat Orneta (Wormditt) im Erzbistum Ermland zugeordnet ist, gehören neben dem Pfarrort noch Engelswalde (polnisch Sawity), Perwilten (Perwilty), Peythunen (Pajtuny) und Rosengarth (Różaniec).

### Evangelische Kirche
Eine evangelische Kirche gab und gibt es im Dorf nicht. Bis 1945 gehörten die evangelischen Gemeindeglieder zur Pfarrkirche Mehlsack in der Kirchenprovinz Ostpreußen der Kirche der Altpreußischen Union. Heute sind sie der Diözese Masuren der Evangelisch-Augsburgischen Kirche in Polen zugeordnet.

## Verkehr
Łajsy liegt an der polnischen Woiwodschaftsstraße 510, die die Stadt Pieniężno (Mehlsack) mit der polnisch-russischen Staatsgrenze bei Głębock (Tiefensee) verbindet, vor 1945 als deutsche Reichsstraße 126 von Alt Christburg (polnisch Stary Dzierzgoń) bis nach Königsberg (Preußen) (heute russisch Kaliningrad) führte.
Die nächste Bahnstation ist Pieniężno an der  Bahnstrecke Olsztyn Gutkowo–Braniewo der Polnischen Staatsbahn.